# Guatteria sellowiana
Guatteria sellowiana Schltdl. – gatunek rośliny z rodziny flaszowcowatych (Annonaceae Juss.). Występuje endemicznie w Brazylii – w stanach Bahia, Goiás, Mato Grosso, Espírito Santo, Minas Gerais i Rio de Janeiro oraz w Dystrykcie Federalnym. 

## Morfologia
PokrójZimozielone drzewo dorastające do 8–12 m wysokości. Kora ma szarobrązową barwę. Młode pędy są owłosione.
LiścieMają kształt od lancetowatego do podłużnie lancetowatego. Mierzą 3–14 cm długości oraz 1,5–4 szerokości. Są skórzaste, owłosione od spodu. Nasada liścia jest klinowa. Wierzchołek jest spiczasty. Ogonek liściowy jest owłosiony i dorasta do 6 mm długości.
KwiatySą pojedyncze. Rozwijają się w kątach pędów. Działki kielicha są owłosione. Mają owalny kształt i dorastają do 4–5 mm długości. Płatki mają kształt od podłużnego do podłużnie eliptycznego. Są omszone. Osiągają do 10–18 mm długości.
OwoceZłożone są z nagich, elipsoidalnych jagód. Mają zielony kolor, później przebarwiając się na czerwono. Osiągają 8–10 mm długości oraz 4–5 mm średnicy.

## Biologia i ekologia
Rośnie w lasach i na łąkach. Występuje na obszarze górskim na wysokości około 1500 m n.p.m.